# هیناگاما
هیناگاما (به لاتین: Hinagama) یک منطقهٔ مسکونی در سری‌لانکا است که در استان مرکزی (سری‌لانکا) واقع شده‌است.